# Inktval

Inktvallen in Matthew Carters lettertype Bell Centennial

Een inktval  is een eigenschap van sommige lettertypen waarbij sommige hoeken en details weggelaten zijn van de lettervormen. Wanneer de desbetreffende letter dan gedrukt wordt, verspreidt de inkt zich vanzelf in de weggelaten zones. Zonder inktvallen zou de overschot aan inkt te veel en ongecontroleerd uitlopen waardoor de scherpe rand en de lettervorm verloren gaat. Een dergelijke uitgelopen rand, heet 'kraalrand'.
Inktvallen zijn alleen nodig voor letters in een klein korps en vindt men meestal ook alleen maar terug in fonts die speciaal ontworpen zijn voor het printen op poreus papier (waarop de inkt extra uitloopt), zoals kranten en telefoonboeken. Zo ontwierp bijvoorbeeld Matthew Carter het lettertype Bell Centennial speciaal voor telefoonboeken. Een ander voorbeeld is Retina, ontworpen voor The Wall Street Journal.